# Sweet Dreams (album La Bouche)
Sweet Dreams – debiutancki album studyjny niemieckiego zespołu muzycznego La Bouche. Płyta została wydana 10 lipca 1995 roku i zawiera czternaście utworów. 
Krążek sprzedał się w liczbie ośmiu milionów egzemplarzy, wydawnictwo pokryło się podwójną platyną.
W Polsce album uzyskał status złotej płyty.

## Lista utworów
| Nr  | Tytuł                                  | Długość |
| --- | -------------------------------------- | ------- |
| 1.  | „Forget Me Nots”                       | 4:10    |
| 2.  | „Sweet Dreams”                         | 3:23    |
| 3.  | „Be My Lover”                          | 3:58    |
| 4.  | „Fallin’ in Love”                      | 3:55    |
| 5.  | „I’ll Be There”                        | 4:10    |
| 6.  | „Nice ’n’ Slow”                        | 3:58    |
| 7.  | „Where Do You Go”                      | 4:16    |
| 8.  | „I Love to Love”                       | 3:59    |
| 9.  | „Do You Still Need Me”                 | 3:35    |
| 10. | „Poetry in Motion”                     | 3:40    |
| 11. | „Shoo Bee Do Bee Do (I Like That Way)” | 3:58    |
| 12. | „The Heat Is On”                       | 3:42    |
| 13. | „Mama Look (I Love Him)”               | 3:58    |
| 14. | „Be My Lover (House Mix)”              | 3:56    |